# Bethwel Henry
Bethwel Henry, né le 3 mars 1934, sur l'atoll de Mokil durant le Mandat des îles du Pacifique, mort le 16 décembre 2020, est un homme politique. Il est président de la Chambre des Représentants du Congrès de Micronésie de 1966 à 1979 puis président du Congrès des États Fédérés de Micronésie de 1979 à 1987. Il travaille de concert avec Tosiwo Nakayama et Andon Amaraich à la formation des États Fédérés de Micronésie.

## Formation
Bethwel Henry naît le 3 mars 1934 sur l'atoll de Mokil, dans l'actuel État de Pohnpei, durant le Mandat des îles du Pacifique. Ses parents sont Frank et Sera Henry. À l'âge de sept ans, il entre dans l'école élémentaire locale, mais l'année suivante son père emmène sa famille avec lui lorsqu'il est recruté pour travailler pour le gouvernement japonais sur l'île de Pohnpei où ils sont rapidement confrontés à la guerre. En 1946, sa famille est retour à Mokil où il reprend sa scolarité. Franck Henry repart en 1947 pour Pohnpei où il commence à travailler pour le gouvernement du Territoire sous tutelle des îles du Pacifique. Bethwel Henry le rejoint en 1948 pour fréquenter jusqu'en 1951 la toute nouvelle école de formation des enseignants où il apprend l'anglais.
Remarqué par Robert Halvorsen, administrateur du district de Pohnpei du Territoire sous tutelle des îles du Pacifique, il a l'opportunité de fréquenter le Mid-Pacific Institute (en) à Honolulu de 1951 à 1953,. Il retourne ensuite à Mokil où il travaille pour le gouvernement du Territoire sous tutelle en tant que commis subalterne au département de l'éducation. Il enseigne également deux mois. Profitant du parrainage de Robert Halverson, il fréquente le lycée technique Laihainaluna à Lahaina dans l’État d'Hawaï. Il obtient deux bourses annuelles John Hay Whitney qui l'aident à étudier à l'Université d'Hawaï de 1955 à 1959 et dont il est le premier micronésien diplômé en sciences politiques,,. Durant l'été 1957, il travaille à Pohnpei comme interprète-traducteur dans l'administration. Au cours de sa présence à Hawaï, il s'investit fortement dans la vie associative  — il est membre et président du Micronesian Club — et les commissions universitaires.
Le 29 juin 1959, quelques jours après l'obtention de son diplôme, il prend la place de conseiller lors de la réunion annuelle du Conseil de tutelle des Nations Unies à New York. Il est alors le troisième micronésien à un tel poste,,,. La même année, il est choisi par le Congrès de Pohnpei pour être l'un des deux délégués le représentant à la Conférence consultative annuelle interdistricts auprès du Haut Commissaire. Toujours en 1959, il devient l'un des deux premiers micronésiens à enseigner à la Pacific Islands Central School qui accueille des étudiants en provenance de l'ensemble du Territoire sous tutelle des îles du Pacifique,. Il y donne des cours jusqu'en 1969.

## Carrière politique
Son expérience de l'université américaine d'Hawaï, et notamment sa confrontation au racisme, le conduisent à devenir un avocat de l'indépendance.
En 1959, il entre dans l'Assemblée législative du district de Pohnpei et en devient le premier président. Quelque temps plus tard, il en est vice-président,. Il quitte cette assemblée en 1969. À partir de 1964, il est continuellement élu au siège de représentant de Sokehs, Mokil, Ngatik, Nukuoro et Kapingamarangi à la Chambre des Représentants du tout nouveau Congrès de Micronésie,. Il est choisi comme secrétaire de la Chambre par ses pairs. En 1966, il devient président de la Chambre et le reste jusqu'à l'autodissolution du Congrès en 1978. Il assure à la Chambre un leadership respectueux et humble. Il dirige avec Amata Kabua une délégation du Congrès qui rencontre en 1969 le président américain Richard Nixon à Guam et exprime à cette occasion le désir des micronésiens de pouvoir décider de leur futur. À leur retour, le Congrès créé une délégation chargée de conférer avec les américains quant à l'avenir politique du Territoire sous tutelle des îles du Pacifique. Henry Bethwel est partisan de l'unité des territoires micronésiens.

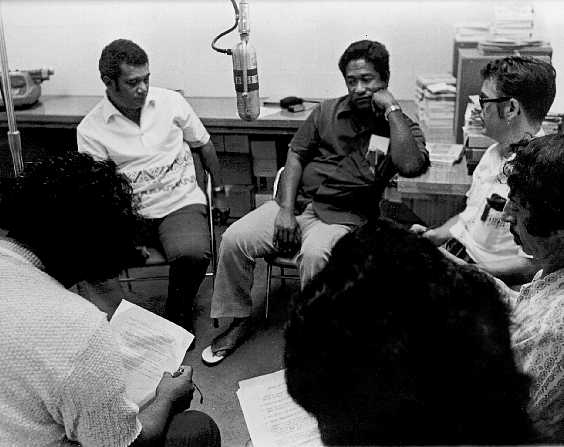
Débat radiophonique avec, de gauche à droite, Bethwel Henry, Tosiwo Nakayama, Sam McPhetres et Younis, au début des années 1970.

Henry Bethwel entretient des liens d'amitié étroits avec Tosiwo Nakayama, président du Sénat du Congrès de Micronésie durant la même période. En 1976-1977, ils jouent un rôle actif dans le rapprochement du Japon avec les territoires micronésiens. Ils travaillent de concert et de façon cohérente, avec Andon Amaraich, chef négociateur micronésien auprès de l'administration américaine, à la formation des États Fédérés de Micronésie. Il est considéré comme l'un des architectes du pays.
Pendant quelques mois, Henry Bethwel fait partie du Congrès de transition, le temps de l'établissement en mars 1979 d'un gouvernement constitutionnel et de l'inauguration du Congrès des États fédérés de Micronésie pour lequel il est élu sénateur de l’État de Pohnpei. Il en devient le premier président. Tosiwo Nakayama, avec lequel persiste une forte relation, est élu par les sénateurs premier président des États Fédérés de Micronésie. En 1984, Henry Bethwel est délégué lors de l'établissement de la charte de Kolonia. En mars 1987, il est battu aux élections sénatoriales par Leo Falcam.
Il devient maître des postes en 1988, charge qu'il conserve jusqu'en 2007. Grâce à son action, les tarifs postaux micronésiens sont les mêmes que pour les destinations intérieures américaines,. Il est pendant un temps vice-président de l'Autorité de développement de Kolonia, président de la Pohnpei State Christian Endeavour Society. Il a été pasteur de l'Église unie du Christ de Pohnpei.
Il meurt le 16 décembre 2020. Le président micronésien David W. Panuelo proclame une période de deuil officielle et des funérailles nationales.